# Moltkia
Genre
Classification phylogénétique
Moltkia est un genre de plantes de la famille des Boraginacées originaires d'Europe méridionale et d'Asie occidentale. 

## Description
Il s'agit d'un genre de sous-arbrisseaux en forme de touffe, vivaces, caducs et de petite taille - de 20 à 100 cm selon les espèces -.
Les fleurs, portées par des cymes scorpioïdes terminales, généralement de couleur bleue, sont tubulaires campanulées, à cinq pétales sans pilosité, cinq étamines dépassant légèrement la corolle, un pistil très largement exsert et des carpelles à deux ovules (caractéristiques assez générales de la famille).
Les distinctions entre espèces s'effectuent principalement par les trichomes foliaires et le pollen.

## Distribution
Le genre est localisé dans les régions méditerranéennes (Italie, Balkans), en Asie Mineure, dans le Caucase et en Sibérie occidentale. 
Il s'agit d'espèces de terrains ensoleillés et secs.

## Liste des espèces
La liste des espèces est issue des index IPNI (International Plant Names Index), Tropicos (Index du Jardin botanique du Missouri) et du site The plant list à la date de juin 2012, complétée des indications de la littérature en référence. Les espèces conservées actuellement dans le genre sont en caractères gras :
- Moltkia anatolica Boiss. (1849)
- Moltkia angustifolia DC. (1846) : voir Moltkia longiflora (Bertol.) Wettst.
- Moltkia aurea Boiss. (1844)
- Moltkia callosa (Vahl.) Wetts. : voir Moltkiopsis ciliata (Forssk.) I.M.Johnst. - synonymes : Lithospermum callosum Vahl, Lithospermum ciliatum Forssk., Moltkia  ciliata (Forssk.) Maire
- Moltkia ciliata (Forssk.) Maire (1941) : voir Moltkiopsis ciliata (Forssk.) I.M.Johnst. - synonymes : Lithospermum callosum Vahl, Lithospermum ciliatum Forssk., Moltkia callosa (Vahl.) Wetts.
- Moltkia coerulea (Willd.) Lehm. (1817) - synonymes : Cynoglossum rugosum Sest. ex Roem. & Schult., Lithospermum rugosum (Sest. ex Roem. & Schult.) DC., Onosma coerulea Willd. L’orthographe caerulea de l'épithète spécifique est également employée.
- Moltkia cyrenaica Spreng. (1824)
- Moltkia doerfleri Wetts. (1918) : voir Paramoltkia doerfleri (Wettst.) Greuter & Burdet
- Moltkia graminifolia (Viv.) Nyman (1881) : voir Moltkia suffruticosa (L.) Brand
- Moltkia gypsacea Rech.f. & Aellen (1950)
- Moltkia × intermedia (Froebel) J.Ingram (1958) - synonyme : Lithospermum intermedium Froebel
- Moltkia × kemal-paschii Bornm. (1931) - hybride de Moltkia coerulea et Moltkia aurea
- Moltkia libanotica Zucc. (1843) : voir Solenanthus stamineus (Desf.) Wettst.[1]
- Moltkia longiflora (Bertol.) Wettst. (1918) - synonyme : Echium longiflora Bertol.
- Moltkia neubaueri Rech.f. (1951)
- Moltkia parviflora (Decne) C.B.Clarke (1883) : voir Pseudomertensia parviflora (Decne.) Riedl in Rech. - synonymes : Craniospermum parviflorum Decne., Mertensia exserta I.M.Johnst.
- Moltkia petraea (Tratt.) Griseb. (1844) - synonymes : Echium petraeum Tratt., Lithospermum petraeum (Tratt.) A.DC.
- Moltkia punctata Lehm. (1817)
- Moltkia sendtneri Boiss. (1856)
- Moltkia suffruticosa (L.) Brand (1902) - synonymes : Lithodora graminifolia (Viv.) Griseb., Lithospermum gramitifolium Viv., Lithospermum suffruticosum (L.) Kerner,  Moltkia graminifolia (Viv.) Nyman, Pulmonaria suffruticosa L.
  - Moltkia suffruticosa subsp. bigazziana Peruzzi & Soldano (2010)
- Moltkia trollii Melch. (1940) : voir Pseudomertensia trollii (Melch.) Stewart & Kazmi - synonyme Mertensia trollii (Melch.) I.M. Johnst.

## Historique du genre
Le genre est décrit une première fois en 1817 par Johann Georg Christian Lehmann avec deux espèces : Moltkia coerulea et Moltkia punctata
Il a dédié le genre aux deux bienfaiteurs de l'actuel musée d'histoire naturelle de Copenhague, le comte Adam Gottlob Moltke (1710 - 1792), donateur de ses collections botaniques et zoologiques, et le comte Joachim Godske Moltke (1746-1818), fils du précédent, ministre des postes du Danemark et fondateur de l'université, base du musée zoologique (« Det grevelige Moltke’ske Universitetet tilhørende Zoologiske Museum »).
Pierre Edmond Boissier crée, en 1879, la section Eumoltkia et la section Lithospermoides différenciées par le caractère glabre ou non des fleurs.
En 1953, Ivan Murray Johnston reprend complètement le genre en distinguant deux sections : Eumoltkia Boiss., comprenant Moltkia aurea, Moltkia coerula, Moltkia longiflora et Echianthus (Viv.) I.M.Johnston, sur la base de celle du genre Lithospermum définie par Domenico Viviani en 1847 comprenant Moltkia doerfleri, Moltkia petraea, Moltkia suffruticosa.

## Position taxinomique
Le genre est placé dans la tribu des Lithospermeae de la sous-famille des Boraginoideae de la famille des Boraginacées. Il est proche des genres Echium et Onosma.

## Utilisation
La principale utilisation des plantes de ce genre est ornementale. Quelques variétés horticoles ont été créées et diffusées dans les pays à climat tempéré.